# Étienne Avril
Pour les articles homonymes, voir Avril (homonymie).
Étienne Avril  était un maître ébéniste français du XVIIIe siècle, né en 1748 et mort le 24 juin 1791 à Paris.

## Biographie
Étienne Avril fut reçu maître le 23 novembre 1774. Il était établi rue de Charenton à Paris.  
Il réalisa des meubles pour la Cour souvent caractérisés par des panneaux encadrés de baguettes de bronze, des commodes demi-lune et des petites tables de chevet fermant par des lamelles coulissantes. 
Un de ses frères, Pierre Avril, exerça également la profession d'ébéniste. C'est ce dernier qui repris l'atelier à la mort d’Étienne Avril. 

## Son estampille
E . AVRIL